# Гайнц Ґюнтер Конзалік
Гайнц Ґюнтер Конзалік (нім. Heinz Günther Konsalik, 28 травня 1921, Кельн — 2 жовтня 1999, Зальцбург) — німецький письменник, автор популярних пригодницьких романів-бестселерів (за життя видано понад 80 млн примірників його книг, за деякими з них поставлені фільми).

## Біографія
У 10 років Конзалік написав свій перший роман про індіанців. У віці 16 років Ґюнтер писав тематичні статті для кельнських газет. У 1938 році він опублікував свій, як він вважав «перший годящий вірш». 31 серпня 1939 року він завершив героїчну трагедію «Жебрак» («Der Geuse»), будучи учнем старших класів середньої школи. Після цього Конзалік вступив до Гітлерюгенду, район 11, долина Середнього Рейну. У грудні 1939 року він почав працювати на гестапо, нацистську таємну поліцію. Його драма, яку він завершив у березні 1940 року, називалася «Гутенберг». Того ж року Ґюнтер подав заявку на вступ до нацистської письменницької спілки, Палати письменників Райху (Reichsschrifttumskammer), але спочатку отримав відмову через обмежений обсяг його літературної творчості. Пізніше, однак, виконавши вимоги, він здобув членство в палаті, необхідне для регулярної публікації літературних творів.
Після закінчення Гумбольдтської гімназії в Кельні, яка вимагала членства в нацистській партії та викладання її дискредитованих, але тоді поширених расових теорій, Конзалік вивчав медицину, а згодом переключився на театрознавство, історію літератури та німецьку літературу. Під час Другої світової війни він став військовим кореспондентом у Франції, а згодом потрапив на Східний фронт як солдат, де зазнав серйозного поранення в руку під Смоленськом. Пізніше він описував свій воєнний досвід у Росії як «жахливу школу».
Після повернення з війни переїхав до матері, яка була евакуйована з Кельна до Аттендорна в Зауерланді. Спочатку працював редактором видавництва, потім редактором у газеті і, нарешті, заступником головного редактора «Lustige Illustrierte», а також драматургом. Свій перший роман «Гра в кохання з ювіляром» (пізніше перейменований на «Джентльмен») він опублікував у 1948 році під псевдонімом Гайнц Ґюнтер Конзалік (Heinz Günther Konsalik). Пізніше він скоротив своє ім’я.
Спочатку Гайнц Конзалік продовжував жити в Атендорні. Його дружина Ельсбет, з якою він мав дочок Альмут (1951) і Дагмар (1955), працювала там вчителькою. Пізніше він переїхав з родиною до Еґідієнберґа, району Бад-Гоннеф, який у народі охрестили на його честь «Конзалік-Гюґель» (Пагорб Конзаліка). Серед іншого, Конзалік володів трьома бунгало в селі з трояндовим садом, басейном і зоною для барбекю, а також стайнею, якою користувалися дві його дочки. Конзалік був меломаном, любив слухати Вагнера і Чайковського та регулярно відвідував фестиваль Вагнера в Байройті.
Конзалік був вільним письменником з 1951 року і став одним з найуспішніших авторів пригодницької прози, особливо після публікації «Сталінградського лікаря» (1956). Через роман «Сталінградський лікар» Конзалік не отримував дозволу на в'їзд до СРСР до 1987 року.
У 1984 році Конзалік опублікував свій сотий роман «Сяючі руки» (Die strahlenden Hände). На той час світовий наклад творів Конзаліка становив 65 мільйонів примірників 22 мовами. Його власне видавництво Hestia відсвяткувало цей успіх словами: «Кожну 10-ту секунду — вдень чи вночі — хтось десь у світі купує книгу Конзаліка. Щорічно у світі продається щонайменше 3,2 мільйона романів Конзаліка».
Кілька романів Конзаліка були екранізовані, зокрема «Сталінградський лікар» (1958, з Маріо Адорфом і Міхаелем Анде), «Штрафбатальйон 999» (1959) і «Кохання в тайзі» (1967). Наклад «Сталінградського лікаря» зріс із 8 000 до 80 000 примірників після виходу кіноверсії. Фільм «Штрафбатальйон 999» був показаний на західнонімецькому телебаченні аж у 1985 році. Книга, на якій заснований фільм, що описує досвід солдатів штрафного батальйону, засуджених до смерті, і яка витримала 29 видань, була охарактеризована видавцем як “жорстка” і “реалістична”. У 1985 році «Кохання змушує всі квіти цвісти» був екранізований NDR (Північнонімецькою телерадіокомпанією). Після виходу в ефір фільм зазнав жорсткої критики за аматорський стиль. Журнал Der Spiegel, наприклад, висміював, що знімальна група, мабуть, відштовхувалася від девізу: «Той, хто читає Конзаліка, повірить у що завгодно». Сам Конзалік говорив про свої два твори «Художник Сталінграда» і «Ви були мертві», що вони були написані «так, як вони хотіли, щоб вони були написані» (Konsalik sagte über seine beiden Werke Der Arzt von Stalingrad und Sie waren zehn, sie seien so geschrieben, „wie sie es haben wollen“).
У віці 75 років Конзалік був ошуканий своїм інвестиційним радником і втратив інвестований статок у розмірі 9 мільйонів німецьких марок, включно з усіма правами на свої книги. Автор відшкодував втрату за рахунок доходів від своїх нових творів.
Останні сім років свого життя Конзалік провів окремо від дружини Ельсбет у Зальцбурзі, де жив з Ке Гао, китаянкою на 44 роки молодшою за нього. Існують припущення, що в останні роки він більше не писав сам, а наймав авторів, які виконували принаймні частину досліджень або самі бралися за проєкти з огляду на стислі терміни, встановлені видавництвами. Однак донька Конзаліка, Даґмар Штехер-Конзалік, це заперечує. Вона релятивізувала співпрацю з виконавцями, описавши її як «обробку, редагування та підготовку текстів».
Коли Конзалік, який страждав на тяжкий діабет, помер від інсульту у своєму зальцбурзькому будинку у віці 78 років. Він досяг накладу у 83 мільйони примірників 155 романів, написаних за 43 творчі роки і присвячених «повсякденному воєнному життю, насильству, сексу та іншим дрібницям». Через місяць після його смерті газета «Гамбургер Моргенпост» повідомила, що Конзалік мав ще 45 нових творів, які були знайдені в його маєтку. Агент письменника Райнгольд Штехер представив це відкриття в перспективі, заявивши, що йдеться лише про два незавершені рукописи та різні збірки ідей у вигляді ключових слів.

## Вибрані твори

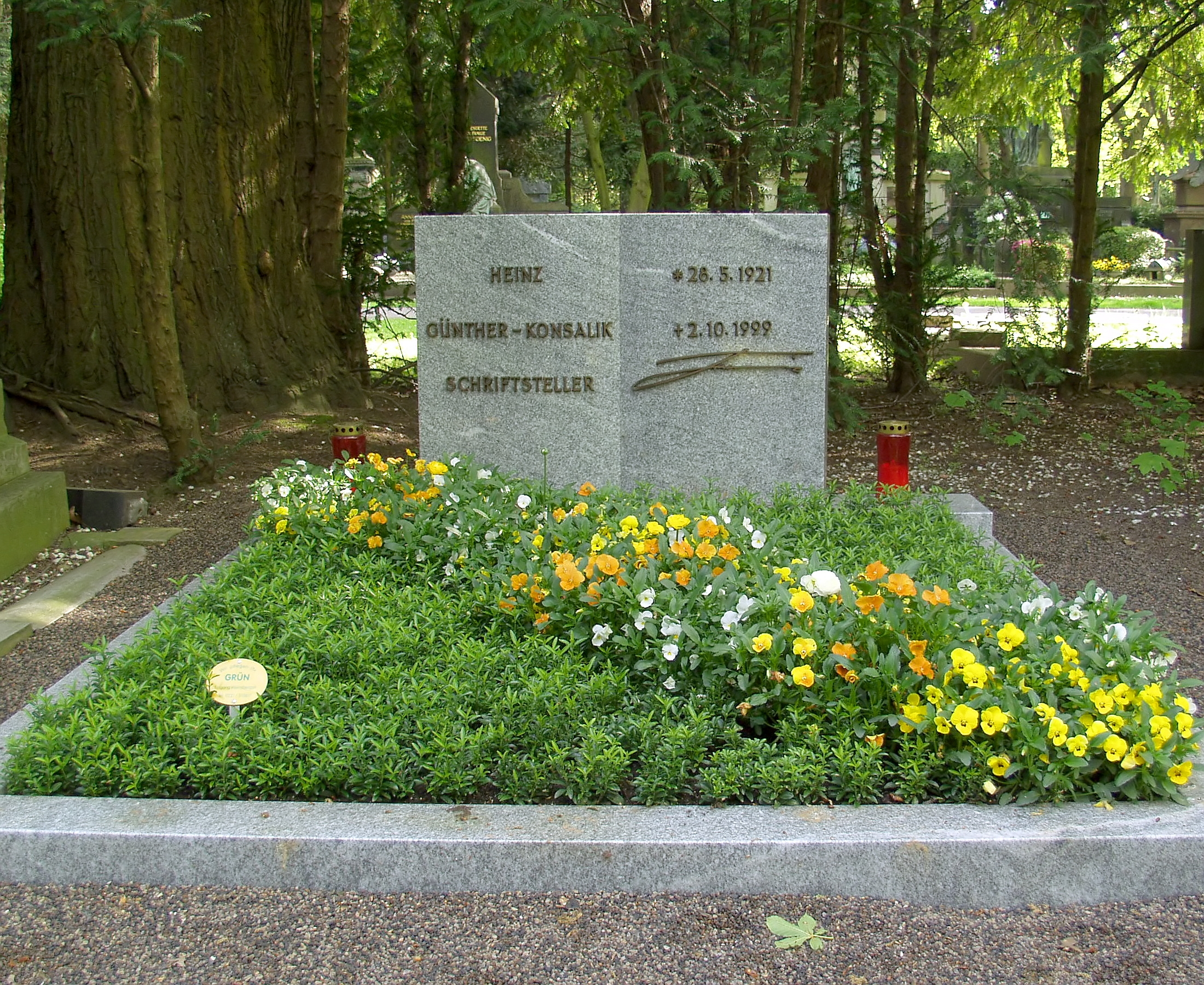
Могила Конзаліка на кельнському цвинтарі Мелатен

- Der Mann, der sein Leben vergaß (1952)
- Die schweigenden Kanäle (1954)
- Der Arzt von Stalingrad (1956, The Naked Earth, a.k.a. The Doctor of Stalingrad)
- Viele Mütter heißen Anita (1956)
- Sie fielen vom Himmel (1958, They Fell from the Sky)
- Die Rollbahn (1959, Highway to Hell)
- Schicksal aus zweiter Hand (1959)
- Strafbataillon 999 (1959, Straf-Battalion 999)
- Agenten kennen kein Pardon (1960)
- Ich beantrage Todesstrafe (1960)
- Der rostende Ruhm (1960)
- Der letzte Karpatenwolf (1961, The Last Carpathian Wolf)
- Dr. med. Erika Werner (1962, Doctor Erica Werner)
- Fronttheater (1962, Front-Line Theatre)
- Das geschenkte Gesicht (1962, Mask My Agony, a.k.a. The Changed Face)
- Der Himmel über Kasakstan (1962, Skies over Kazakstan)
- Natascha (1962, Natasha)
- Entmündigt (1963, Certified Insane)
- Zerstörter Traum vom Ruhm (1963)
- Das Herz der 6. Armee (1964, The Heart of the 6th Army)
- Privatklinik (1965, Private Hell)
- Liebesnächte in der Taiga (1966)
- Zum Nachtisch wilde Früchte (1967)
- Das Schloß der blauen Vögel (1968)
- Bluthochzeit in Prag (1969)
- Liebe am Don (1970, Love on the Don)
- Der Wüstendoktor (1971, The Desert Doctor)
- Wer stirbt schon gerne unter Palmen (1972)
- Der Leibarzt der Zarin (1972)
- Aus dem Nichts ein neues Leben (1973)
- Ninotschka, die Herrin der Taiga (1973)
- Des Sieges bittere Tränen (1973)
- Ein Sommer mit Danica (1973, Summer with Danica)
- Ein toter Taucher nimmt kein Gold (1973)
- Eine Urwaldgöttin darf nicht weinen (1973)
- Engel der Vergessenen (1974, Angel of the Damned)
- Ein Komet fällt vom Himmel (1974)
- Die Verdammten der Taiga (1974, The Damned of the Taiga)
- Wen die schwarze Göttin ruft (1974)
- Alarm! Das Weiberschiff (1976)
- Das Doppelspiel (1977)
- Eine glückliche Ehe (1977, The War Bride)
- Die schöne Ärztin (1977, The Ravishing Doctor)
- Sie waren zehn (1979, Strike Force Ten)
- Die Erbin (1979, The Heiress)
- Die dunkle Seite des Ruhms (1980)
- Frauenbataillon (1981)
- Ein Kreuz in Sibirien (1983)
- Die strahlenden Hände (1984)
- Das Bernsteinzimmer (1988)
- Der schwarze Mandarin (1994)